# Percolatore

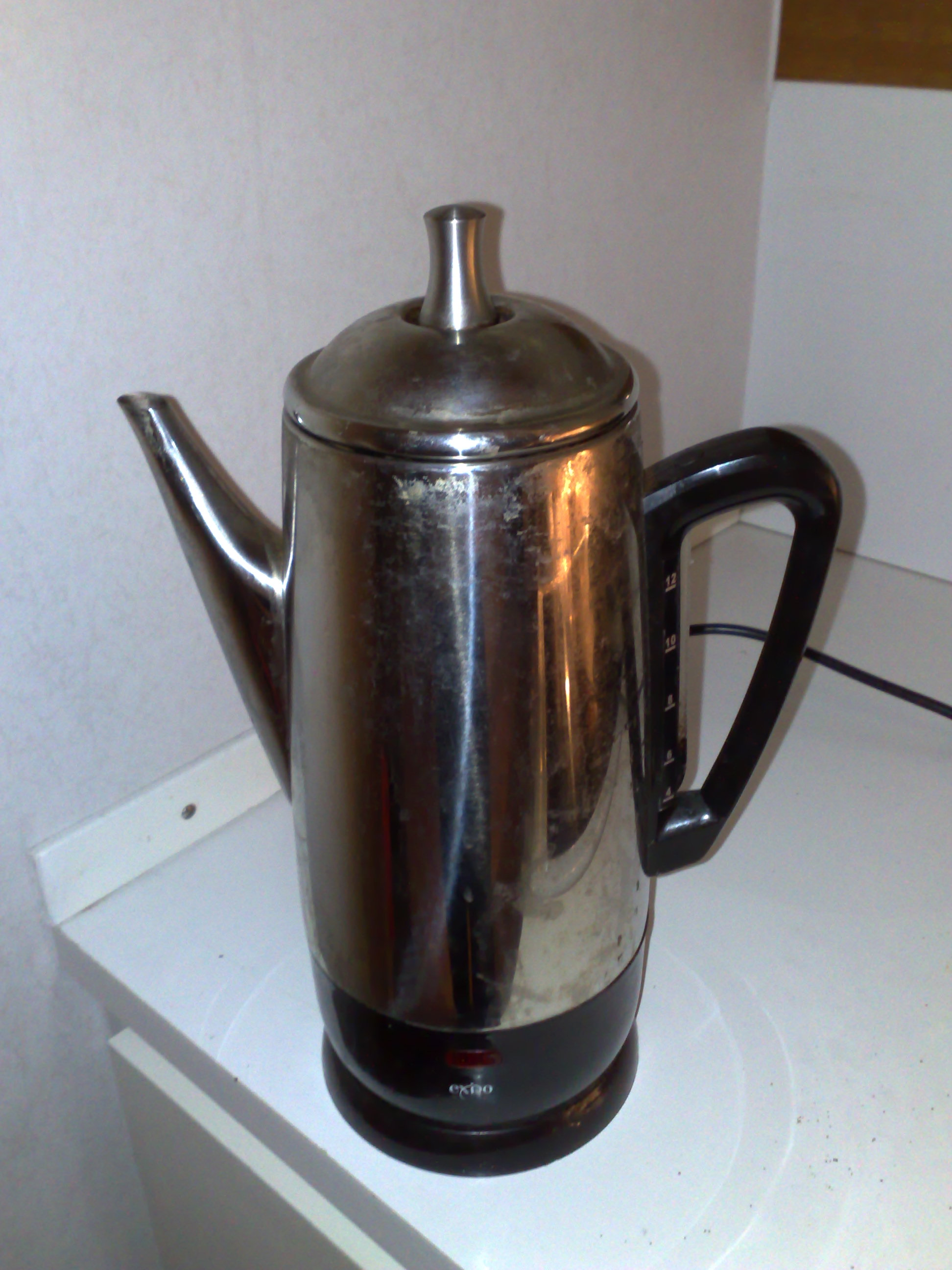
Percolatore elettrico

Il percolatore è un tipo di caffettiera che permette l'infusione del caffè mediante lo scorrimento continuo per gravità della miscela bollente attraverso i fondi fino al raggiungimento dell'intensità richiesta.
Queste caffettiere, piuttosto popolari tra la fine del XIX secolo e la prima metà del XX secolo, furono soppiantate all'inizio degli anni '70 dalle macchine automatiche per caffè, più comode e pratiche. A causa dell'esposizione del caffè macinato a temperature decisamente più elevate rispetto ad altri metodi di infusione, nonché del ricircolo dell'infuso attraverso i fondi, il caffè preparato con il percolatore è particolarmente suscettibile di sovraestrazione, conferendo al prodotto finale uno sgradevole sapore amaro.

## Funzionamento

Sezione trasversale di un percolatore nel processo di preparazione del caffè

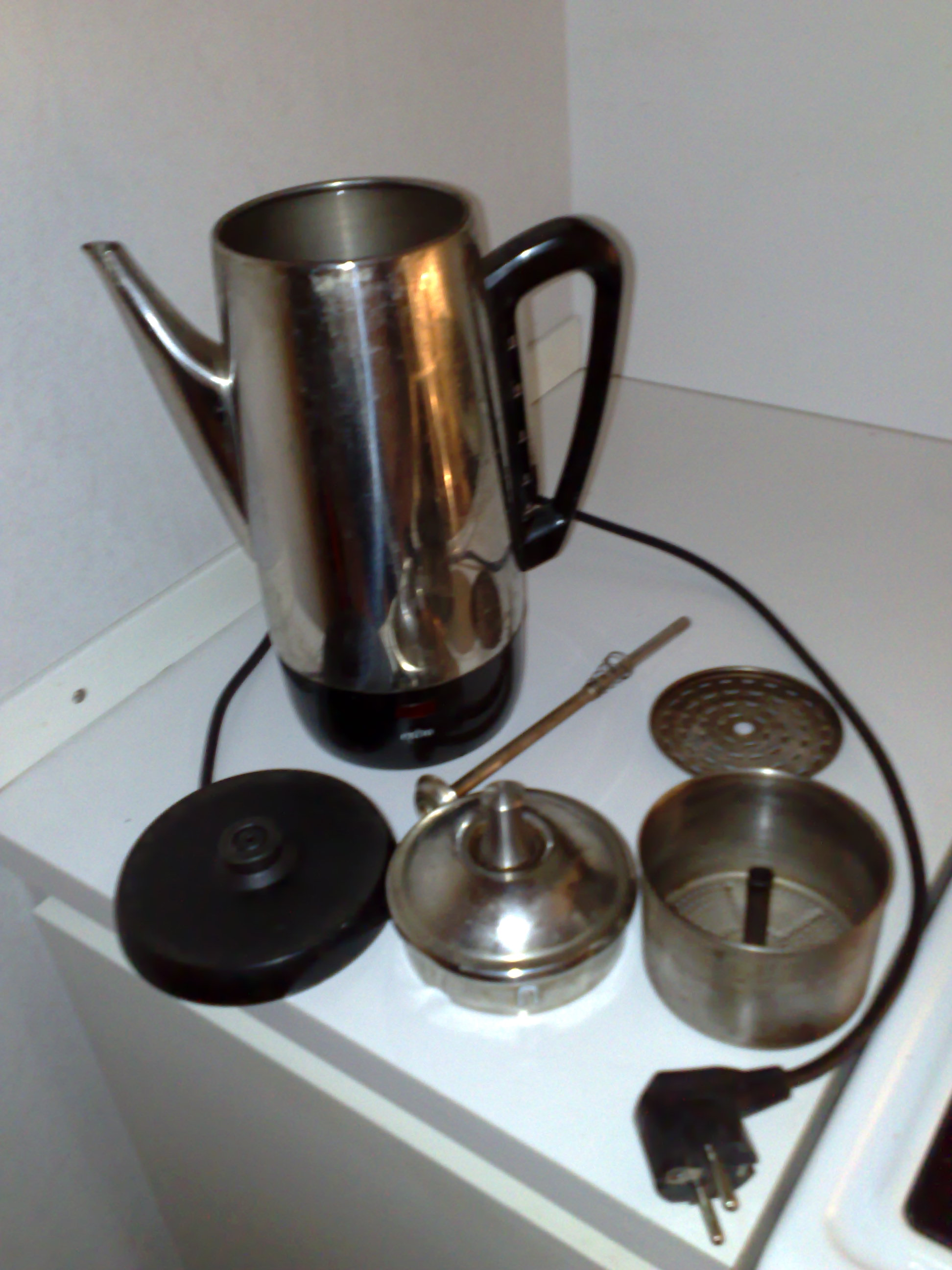
Un percolatore elettrico disassemblato

Il percolatore è tipicamente costituito da un recipiente con una piccola camera sul fondo, aderente alla fonte di calore. Un tubo verticale rimovibile conduce dalla camera alla sezione superiore della caffettiera. Appena sotto l'estremità superiore di questo tubo c'è un "cestello" forato atto al contenimento dei fondi di caffè.
L'acqua viene versata nel recipiente, mantenendo il livello al di sotto del fondo del cestello, e si mette nel cestello la quantità desiderata di caffè macinato medio.
La caffettiera viene dunque posta su un fornello, permettendo il riscaldamento dell'acqua nella camera inferiore. L'ebollizione crea sacche di vapore che vengono dirette lungo il tubo verticale, spingendo l'acqua calda verso l'alto e fuori dalla parte superiore del tubo in un processo simile al principio alla base della moka. L'acqua calda si raccoglie al di sotto del coperchio superiore per condensazione e successivamente cade da esso sul coperchio inferiore del cestello del caffè. Le perforazioni nel coperchio interno distribuiscono l'acqua in modo omogeneo sopra i fondi di caffè. Dal cestino, il caffè appena preparato gocciola nuovamente nella camera dove è contenuta l'acqua calda. L'intero ciclo si ripete più volte, emettendo il caratteristico suono intermittente  detto "perking", causato dalle gocce di acqua calda che colpiscono il coperchio interno.
Man mano che il caffè in erogazione si avvicina al punto di ebollizione, il "perking" diventa un gorgoglio costante, segnalando che il caffè è pronto per essere bevuto. se il percolatore è manuale, la caffettiera viene rimossa dal fornello o il calore ridotto per interrompere il processo. Con il caffè pronto, se lasciato bollire e filtrare ulteriormente, si rischia la sovraestrazione del chicco, producendo una bevanda aspra ed eccessivamente amara.
Alcuni modelli di percolatori integrano un elemento riscaldante elettrico e non necessitano l'esposizione a una fiamma. La maggior parte di essi riducono automaticamente la temperatura nella fase finale del processo di infusione, mantenendo il caffè a una temperatura adeguata al consumo ma non bollente.

## Storia
Il primo moderno percolatore che incorporava la risalita dell'acqua bollente attraverso un tubo secondo un ciclo continuo e in grado di essere riscaldato su un fornello da cucina fu inventato nel 1819 dallo stagnino parigino Joseph-Henry-Marie Laurens. Il principio alla base dell'invenzione è stato successivamente copiato e rivisitato. Vi sono stati anche tentativi di produrre sistemi  a pressione.
Il primo brevetto statunitense per un percolatore fu rilasciato a James Nason di Franklin, Massachusetts, nel 1865. Questo meccanismo non utilizzava il processo convenzionale di percolazione come descritto sopra.
I percolatori elettrici vennero diffusi sul mercato a partire dal primo decennio del XX secolo dalla General Electric, mentre i percolatori automatici sono disponibili dagli anni '40.